# Peter Joseph
Peter Joseph, född  1978 i Winston-Salem, North Carolina, är en amerikansk regissör, mest känd för att ha skrivit, producerat och gjort ljudspåren till dokumentärerna Zeitgeist - The movie, Zeitgeist - Addendum, Zeitgeist: Moving Forward  och webbserien Culture in Decline samt grundare till rörelsen The Zeitgeist Movement .